# Hundenborn
Hundenborn war ein Ortsteil in der Gemeinde Windeck im Rhein-Sieg-Kreis. Es ist heute Teil von Rosbach.

## Lage
Hundenborn liegt an der Sieg. Südlich der kleinen Siedlung verläuft die Siegstrecke. Nachbarorte sind die Rosbacher Ortsteile Sieg im Norden und Rüddel hinter der Bahnlinie.

## Geschichte
Das Dorf gehörte zum Kirchspiel Rosbach und zeitweise zur Bürgermeisterei Dattenfeld.
1845 hatte der Weiler 18 evangelische Einwohner in vier Häusern. 1863 gab es hier zwölf Bewohner. 1888 wohnten 14 Personen in den vier Häusern.
1962 wohnten hier 18 und 1976 16 Personen.